# Mistrie

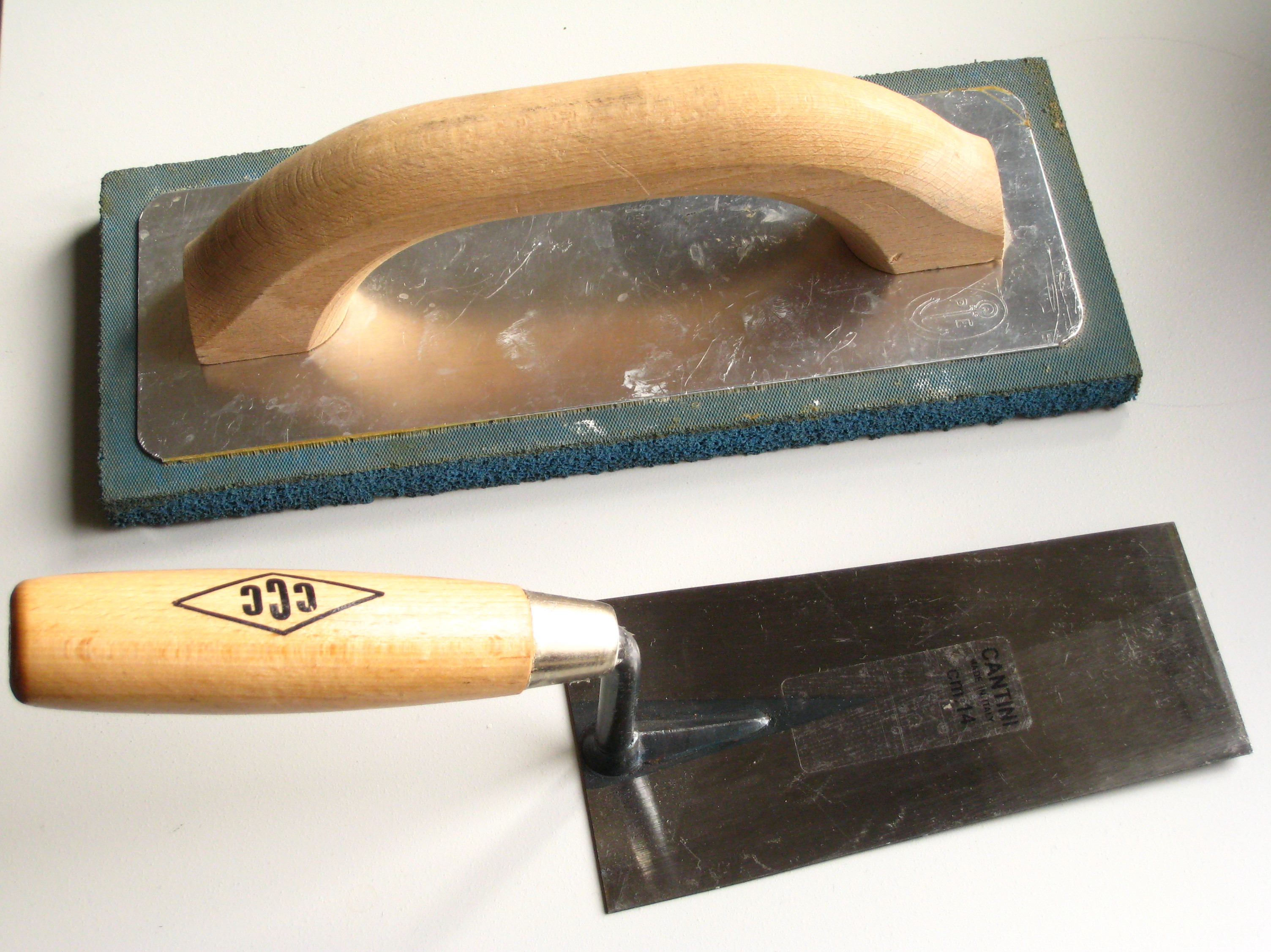
Mistrii

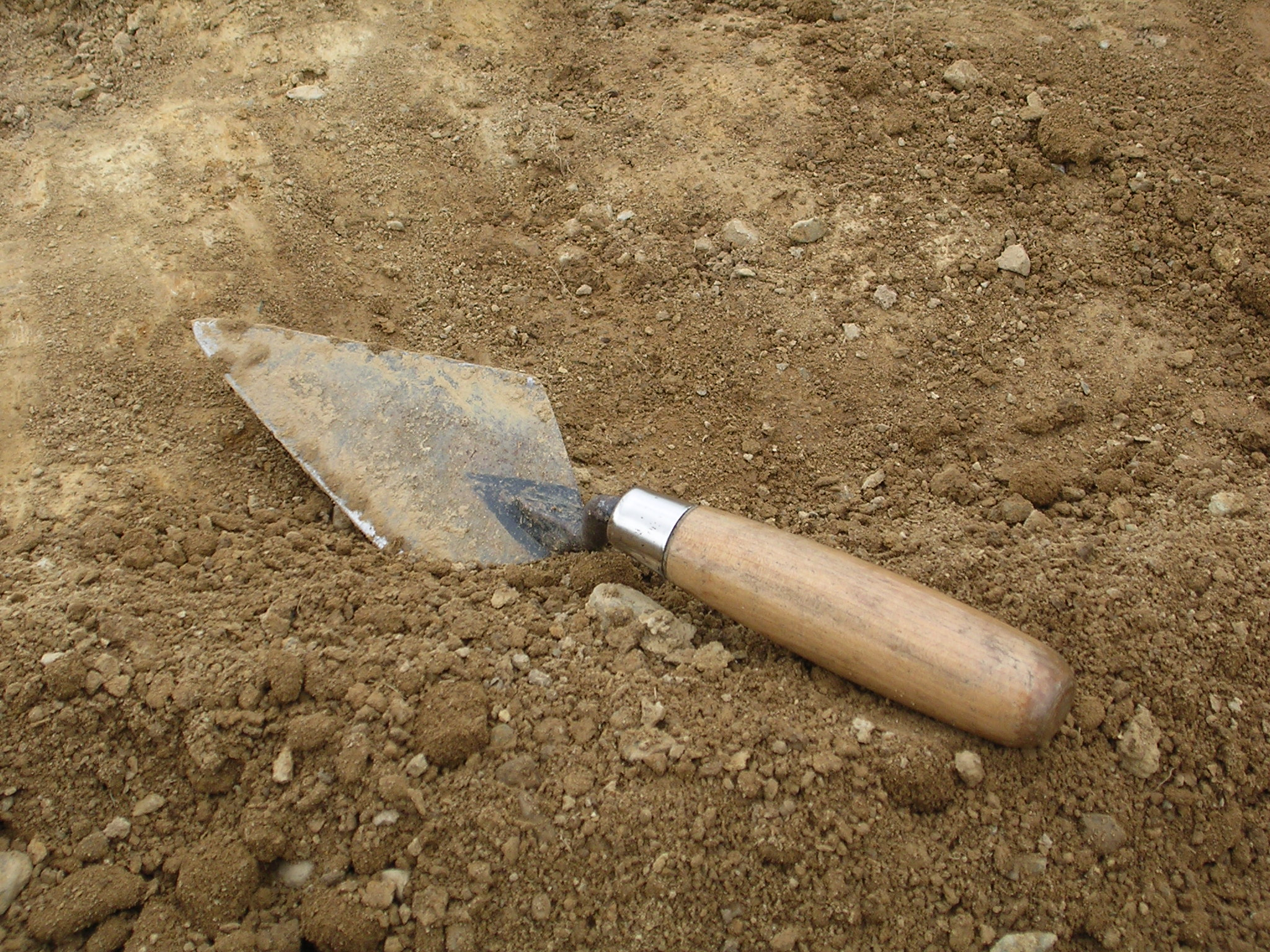
Mistrie folosită în săpături arheologice

Mistria (greacă Μυστρί - transliterat Mistri) este un instrument de zidărie folosit la netezirea sau transportul a mici cantități de material vâscos sau granulat. Se mai poate folosi în grădinărit la săpatul unor mici porțiuni sau în arheologie. 